# Họ Ghi
Họ Ghi hay họ Tầm gửi dẹt (danh pháp khoa học: Viscaceae) là tên gọi của một họ thực vật hạt kín. Trong quá khứ, vài hệ thống phân loại thực vật đã công nhận họ này, đáng chú ý có hệ thống Cronquist năm 1981. Tuy nhiên, hệ thống APG III năm 2009 (không thay đổi so với hệ thống APG II năm 2003 và hệ thống APG năm 1998) lại không công nhận họ này mà chỉ coi nó như là một phần của họ Santalaceae, gọi là Visceae Horaninow.

## Đặc điểm
Họ này chứa các loại cây thân thảo và cây bụi ký sinh trên thân cây khác (kiểu tầm gửi). Thân và lá thường cứng, không lông hay có lông tơ. Các lá mọc đối, không rụng, có gân lá cong, hoặc là phát triển hoặc là suy giảm thành dạng vảy. Chúng có thể là đơn tính khác góc, cùng gốc hay đơn tính cùng gốc đực. Cụm hoa dạng bông hay xim ở nách lá hay đầu cành (dạng xim hai ngả đơn và phức) và dạng chùm. Các hoa nhỏ (dưới 3 mm), đơn tính, một lớp bao hoa, không đài hoa hoặc có lá bắc giả đài hoa. Cánh hoa 2-4, không lợp, tự do hay đôi khi hợp sinh thành một ống tràng ngắn, mang số lượng nhị như vậy. Chỉ nhị rất ngắn hay không có. Bao phấn đính gốc và không cuống hay gần giống như vậy. Bao phấn 2 ngăn (2 túi bào tử) hay trên 2 ngăn hoặc nguyên bào tử một vòng (bộ nhị tụ) xung quanh trụ trung tâm. Ngăn bao phấn đẳng số, nứt ngang bởi các khe nứt và bởi một hay nhiều lỗ. Không có đĩa tuyến hay nó kém phát triển trên các hoa cái nhưng có mặt trên các hoa đực. Bầu nhụy hạ, một ngăn. Noãn hay vỏ bọc thường không có, thay vì thế túi phôi phát sinh từ một tổ hợp nhân thực giá noãn (nhũ). Quả là loại quả mọng với 1 hạt có nội nhũ với nội nhũ chứa diệp lục. Quả nứt mạnh ở chi Arceuthobium. Vỏ quả giữa dạng sợi, tạo nên cấu trúc gắn hạt (viscin).

## Phân loại và phát sinh chủng loài
Mặc dù các phân loại trong quá khứ từng coi Viscaceae như là một phần của họ Loranthaceae, nhưng các chứng cứ cho thấy hai họ này là khác biệt có từ phôi học (Johri & Bhatnagar 1960), hình thái học (Kuijt 1969), tế bào học (Wiens & Barlow 1971), hồ sơ hóa thạch (Muller 1981) và địa sinh học (Barlow 1983). Tất cả các phân tích phát sinh chủng loài phân tử đã tiến hành cho tới nay đều đưa ra sự hỗ trợ mạnh cho tính đơn ngành của họ này (Nickrent & Soltis 1995; Nickrent & ctv. 1998; Nickrent & Malécot 2001; Der & Nickrent 2008). Để giải quyết tính cận ngành giữa các nhánh của họ Santalaceae s.l. thì Viscaceae đã bị "gộp" lại với họ này trong các ấn bản của Angiosperm Phylogeny Group (APG 1998, APG 2003, APG 2009). Hiện tại một số tác giả như Nickrent đang tiến hành công việc phân loại để giải quyết cùng một vấn đề nhưng bằng cách "tách" họ Santalaceae s.l. ra thành 6 nhóm đơn ngành phù hợp với các nhánh đã thông báo trong phân tích phát sinh chủng loài phân tử nhiều gen do Der & Nickrent tiến hành năm 2008. Bằng cách duy trì cả hai tên gọi (Viscaceae và Santalaceae s.str.), tùy chọn này ít gây ra sự phá vỡ đối với hệ thống đang tồn tại trong đó các tên gọi này đã được thiết lập vững chắc và thường xuyên sử dụng.
Công trình phát sinh chủng loài trong quá khứ (Nickrent & ctv. 1998) đã giải quyết một vài mối quan hệ giữa các chi của họ Viscaceae, chẳng hạn như Viscum + Notothixos, Phoradendron + Dendrophthora, Korthalsella + Ginalloa và Arceuthobium, nhưng bốn nhóm này đã xuất hiện từ một đa phân (polytomy). Công trình gần đây hơn (Mathiasen & ctv., 2008) thông báo một nghiên cứu sử dụng 2 gen nhân và 2 gen lạp lục trong đó nhánh Viscum + Notothixos có quan hệ chị em với các đơn vị phân loại còn lại và nhánh Phoradendron + Dendrophthora là chị em với Arceuthobium. Mối quan hệ thứ hai có sự hỗ trợ bổ sung từ kiểu xóa bỏ nhận thấy ở các ITS 16S-23S lạp lục (Nickrent & García, 2009). Các dữ liệu phân tử từ Ashworth chỉ ra rằng cả Phoradendron và Dendrophthora là cận ngành. Với việc lấy mẫu đơn vị phân loại bổ sung thì chi thứ hai có thể sáp nhập lại trong chi thứ nhất.

## Các chi
Trong định nghĩa của hệ thống Cronquist thì họ này bao gồm 7 chi như sau.
- Arceuthobium M. Bieb.: 26 loài tại Bắc và Trung Mỹ, châu Á, châu Phi và khu vực Azores.
- Dendrophthora Eichl.: 68 loài tại khu vực Caribe, Mexico và Nam Mỹ.
- Ginalloa Korth.: 5 loài thư loan tại khu vực Đông Dương. Tại Việt Nam có 1 loài.
- Korthalsella Tiegh.: Khoảng 30 loài cầu thăng, cốt tân, tầm gửi dẻ (lật ký sinh). Sinh sống tại châu Phi, Madagascar, Mascarenes, và từ khu vực Himalaya tới Nhật Bản, Australia, New Zealand. Tại Việt Nam có 1 loài.
- Notothixos Oliv.: 8 loài từ Sri Lanka cho tới Đông Nam Á và Australia.
- Phoradendron Nutt.: 234 loài tại Bắc, Trung và Nam Mỹ, cũng như quần đảo Galapagos.
- Viscum L.: Khoảng 150 loài ghi hay tầm gửi dẹt, tại khu vực ôn đới và nhiệt đới Cựu thế giới. Tại Việt Nam có 8 loài.